# Ždírec (Levínská Olešnice)
Ždírec je osada, součást Žďáru, společně s nímž je součástí obce Levínská Olešnice. Ždírec leží v katastrálním území Žďár u Staré Paky, nemá ani status základní sídelní jednotky.
Ždírec leží v údolí Olešky na jejím soutoku se Žďárským potokem. Osada leží pod Staropackými horami a pod vrchem, na němž stálo hradiště Pravín (zvané též Ždírec). Kolem osady vede železniční trať 030, která odděluje ždírecké domy od staropacké místní části Za Horama.

## Historie
První zmínka o sídle je z roku 1542 (jako Zdyrecž). V roce 1900 žilo ve vísce 49 lidí v osmi domech, všichni české národnosti. V roce 1963 se do Ždírce přestěhoval sochař Ladislav Zívr, člen Skupiny 42, který zakoupil bývalý Mádlův mlýn. Zívr zde také v roce 1980 zemřel.